# Jardín de la Danza
El jardín de la Danza es uno de los jardines del Alcázar de Sevilla, Andalucía, España.

## Características
El jardín es cuadrangular. Las obras del mismo se realizaron entre 1574 y 1578. En 1577 se construyó un pasadizo que lo unía con el antiguo jardín del Crucero. En la actualidad los dos pasajes perpendiculares del jardín del Crucero son subterráneos y constituyen los baños de María Padilla. 

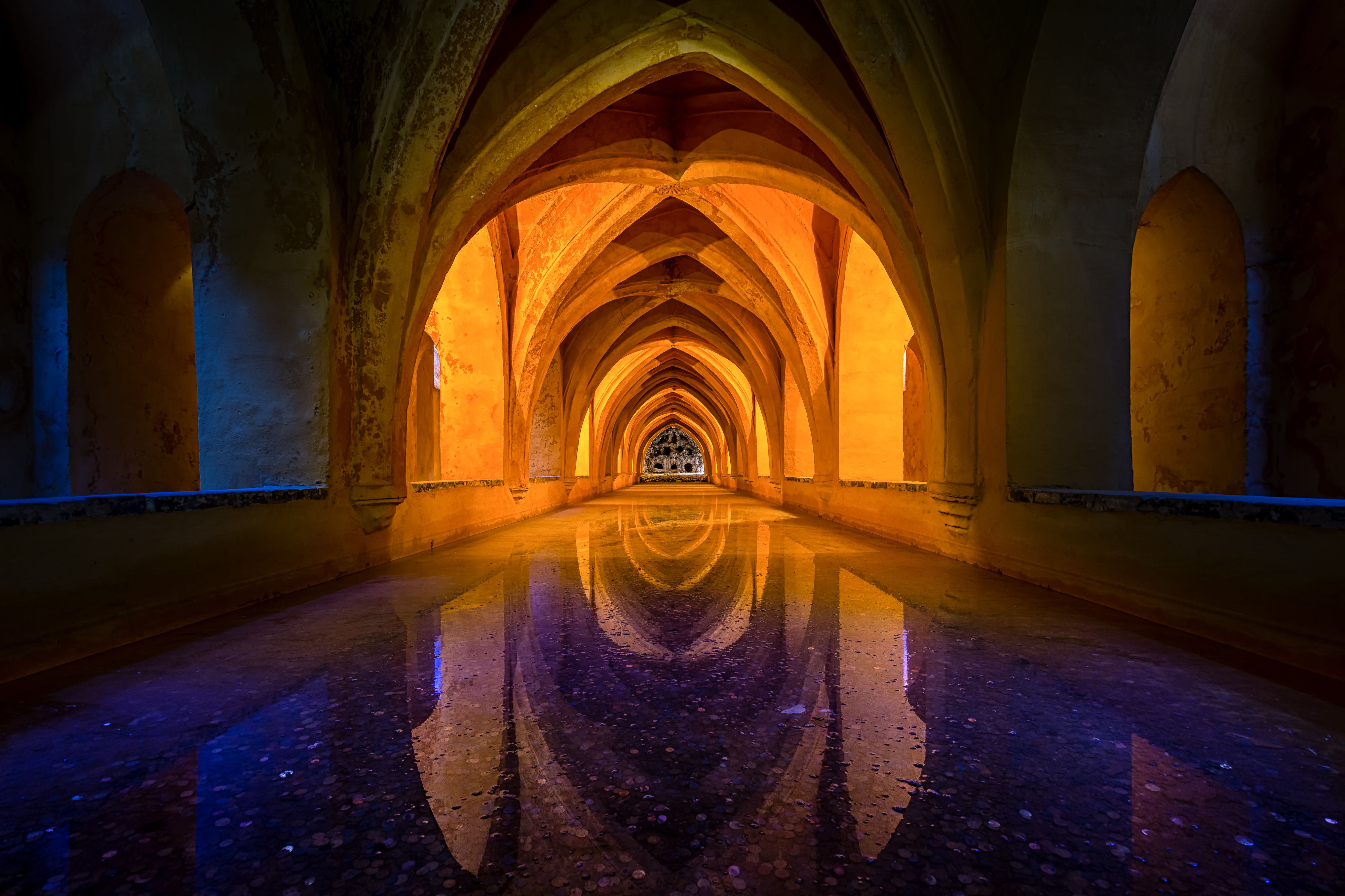
Baños de María Padilla.

Entre 1601 y 1623 realizaron algunas reformas en el mismo Pedro Martín y Vermondo Resta. Las actuales escaleras datan de 1610. En la parte baja de la escalera se encuentra una entrada a este jardín flanqueada por dos columnas en las que, hasta finales del siglo XIX, estaban colocadas con las estatua de un sátiro y de una ninfa respectivamente. El jardín es cuadrangular. Tiene una fuente que data del siglo XVI, decorada con azulejos.
Dos magnolios constituyen los elementos botánicos más destacados del patio. A sus pies crecen acantos y más allá pitchardias sobre las que trepan uñas de gato. También hay palmeras de Canarias, trompeteros, espireas, celestinas y enredaderas de alambre de nombre botánico muehlenbeckia complexa, hibiscus mutabilis y clivia nobilis.